# Jarin Blaschke
Jarin Blaschke (* 28. September 1978 in Westminster, Kalifornien) ist ein US-amerikanischer Kameramann.

## Leben
Blaschke bekam als Teenager von seiner Mutter seine erste Kamera geschenkt und entwickelte bald ein Interesse für die Fotografie. Mit 16 Jahren ging er nach New York City, wo er die School of Visual Arts besuchte.
Danach drehte er erste Werbespots und Kurzfilme. Viele seiner Kurzfilme drehte er für Absolventen der Columbia University, die über keine eigene Kamera-Abteilung verfügt. Einige dieser Kurzfilme wurden bei Filmfestivals aufgeführt und so kam Blaschke bald zu seinem ersten Auftrag für einen Spielfilm. 2008 filmte er Anthony Tarsitanos Drama Calling It Quits.
Zu dieser Zeit lernte Blaschke auch Regisseur Robert Eggers kennen, mit dem er sieben Jahre später den Horrorfilm The Witch drehte. 2019 arbeiteten beide erneut für Der Leuchtturm zusammen, den Jaschke in Schwarz-Weiß und dem 1,19:1-Seitenverhältnis drehte, wodurch die Aufnahmen eine nahezu quadratische Form erhielten. Für Eggers filmte Blaschke 2022 auch den Abenteuerfilm The Northman. Ein Jahr später folgte die Kameraarbeit beim Thriller Knock at the Cabin (2023), bei dem er mit M. Night Shyamalan zusammenarbeitete. Bei Nosferatu – Der Untote (2024) arbeitete er wiederum mit Eggers zusammen.
Ende Juni 2020 wurde Jarin Blaschke ein Mitglied der Academy of Motion Picture Arts and Sciences.
Blaschke lebt mit seiner Familie im Vereinigten Königreich.

## Filmografie (Auswahl)
- 2008: Calling It Quits
- 2009: Blood Night: Die Legende von Mary Hatchet (Blood Night: The Legend of Mary Hatchet)
- 2012: Fray
- 2013: Babygirl
- 2014: I Believe in Unicorns
- 2015: The Witch
- 2017: Shimmer Lake
- 2019: Der Leuchtturm (The Lighthouse)
- 2022: The Northman
- 2023: Knock at the Cabin
- 2024: Nosferatu – Der Untote (Nosferatu)

## Auszeichnungen und Nominierungen
American Society of Cinematographers Award
- 2020: Nominierung für den Spotlight Award (Der Leuchtturm)[4]

Independent Spirit Award
- 2020: Auszeichnung für die Beste Kamera (Der Leuchtturm)

Oscar
- 2020: Nominierung für die Beste Kamera (Der Leuchtturm)
- 2025: Nominierung für die Beste Kamera (Nosferatu – Der Untote)